# Нейково (област Добрич)
 Тази статия е за добруджанското село.  За котленското вижте Нейково (Област Сливен).  
Нейково е село в Североизточна България, в община Каварна, област Добрич.

## История
До 1942 година името на селото е Каралар.
Един от първите заселници е Божил Божилов, но за изненада на всички селото е кръстено на първия учител – Никола Нейков.

## Религии
Местните жители са гагаузи. Православни християни.

## Личности
- Киряк Цонев (р.1938), български дипломат, арабист